# Nelson Trad (fiul)
Nelson Trad Filho (n. 5 septembrie 1961, Campo Grande, Mato Grosso do Sul, Brazilia), mai cunoscut sub numele de Nelsinho Trad, este un medic și politician brazilian. 
Fiul politicianului Nelson Trad, a absolvit Medicina la Universidade Gama Filho din Rio de Janeiro. Este medic cu specializarea Chirurgie Generală, Urologie, Medicina Muncii și Sănătate Publică. A fost căsătorit cu Maria Antonieta Amorim, cu care are doi copii. În prezent este căsătorit cu Keilla Soares, cu care are o fiică.
Și-a început cariera politică ca director adjunct la Instituto de Previdência do Estado de Mato Grosso do Sul, sub conducerea lui Pedro Pedrossian.